# Hylaeus gigas
Hylaeus gigas là một loài Hymenoptera trong họ Colletidae. Loài này được Friese mô tả khoa học năm 1911.